# The Divorcee (film fra 1919)
The Divorcee er en amerikansk stumfilm fra 1919 af Herbert Blaché.

## Medvirkende
- Ethel Barrymore som Lady Frederick Berolles
- E. J. Ratcliffe
- Holmes Herbert som Sir Paradine Fuldes
- Naomi Childers som Kitty Beresford
- John Goldsworthy som Horace Beresford